# 多蘭内駅
多蘭内駅（たらんないえき）はかつて樺太庁三郷村に存在していた隆高馬車軌道の駅である。当駅より樺太能登呂村の雨竜への工事も行われていたが1935年に廃止された。

## 沿革
- 1930年（昭和5年）7月：開業[1]。
- 1935年（昭和10年）：廃止。